# Выше Радуги
«Выше Радуги» — советский телевизионный двухсерийный художественный фильм для детей 1986 года режиссёра Георгия Юнгвальда-Хилькевича по сценарию Сергея Абрамова на основе одноимённой повести, написанной им в 1980 году. Снят Вторым творческим объединением Одесской киностудии по заказу Гостелерадио СССР в Таллине (Эстонская ССР) летом-осенью 1985 года. Телевизионная премьера фильма состоялась 2 мая 1986 года по Первой программе ЦТ.
Подзаголовок фильма: «Очень современная и очень музыкальная сказка…» Музыка к фильму написана композитором Юрием Чернавским на стихи поэта Леонида Дербенёва. Песни заглавного героя — Алика Радуги (роль Димы Марьянова) — исполнил Владимир Пресняков-младший. В фильме впервые в советском кинематографе был показан танец брейк-данс. Его исполнил 16-летний актёр Анатолий Красник, который сыграл роль Гоши Борщёва, друга Алика Радуги.

## Сюжет
Мальчик по имени Алик (Александр) Радуга — обладатель недюжинного воображения, мечтатель, сочиняет стихи и песни. В школе он уделяет много времени литературе, но по физкультуре у него плохие результаты.
Однажды силой своего воображения он освобождает из плена волшебницу Сирену, и она в благодарность исполняет  его желание: теперь Алик может лучше всех прыгать в высоту. Только чудо имеет одно условие — Алик теперь не может соврать ни единого слова. В другой раз, гуляя по лесу, Алик находит и освобождает из плена другого сказочного персонажа — Ивана Ивановича, известного как Иван-дурак. Он тоже может подарить своему спасителю исполнение одного желания, но при этом ему придётся исчезнуть, а мальчику этого не хочется. Наоборот, он сам помогает во всём Ивану Ивановичу, исполняя его порой странные желания.
На уроке физкультуры Алик демонстрирует свой новый дар, и его отправляют на школьные соревнования. Он прыгает на 1 метр 95 сантиметров в высоту и занимает первое место.
Только Радуга недолго наслаждается своим даром. Взяв на себя вину подруги Даши, он врёт, и Сирена лишает его чудесных способностей. Теперь Алику предстоит выступать на городских соревнованиях, полагаясь только на собственные силы. Однако упорными тренировками он добивается подлинных побед.

## В ролях
- Дима Марьянов — Алик Радуга (озвучивание Дмитрий Харатьян, вокал Владимир Пресняков-мл.)
- Катя Парфёнова — Даша Строганова (роль озвучена другой актрисой, вокал Вика Врадий)
- Юрий Куклачёв — Иван Иванович (озвучивание Михаил Кононов)
- Ольга Машная — Ирина Михайловна Бутырина, учительница физкультуры (БИМ) (озвучивание Ольга Громова)
- Галина Польских — Александра Ильинична, тренер
- Татьяна Басова — Светлана Михайловна, учительница истории / Сирена Ахелоевна (озвучивание Инга Третьякова, вокал Алла Пугачёва)
- Толя Красник — Гоша Борщёв
- Юра Хорошилов — Фокин
- Михаил Боярский — отец Алика
- Елена Аминова — мать Алика
- Райт Озолс — Валерий Пащенко
- Лена Попова — Леночка

## Съёмочная группа
- Автор сценария: Сергей Абрамов[4][5]
- Режиссёр-постановщик: Георгий Юнгвальд-Хилькевич
- Оператор-постановщик: Аркадий Повзнер
- Художник-постановщик: Игорь Брыль
- Композитор: Юрий Чернавский
- Автор текстов песен: Леонид Дербенёв
- В фильме поют: Алла Пугачёва, Михаил Боярский, Владимир Пресняков-младший, Виктория Врадий
- Звукооператор: Константин Куприянов
- Балетмейстер: Александр Северцев при участии Ирины Пронько
- Танцевальные импровизации: Лена Попова, Толя Красник
- Художник по костюмам: Татьяна Мигицко

## Съёмки фильма
В 1984 году вполне успешный режиссёр Георгий Юнгвальд-Хилькевич и автор таких кинолент, как «Опасные гастроли» (1969) и «Д’Артаньян и три мушкетёра» (1978), решил снять картину для молодёжи. Он одним из первых прочёл сценарий писателя Сергея Абрамова, написанный им на основе его одноимённой повести 1980 года. Режиссёр понял, что может снять новую, ни на что не похожую картину, и был убеждён в том, что в ней должна звучать современная музыка эпохи «новой волны». В поисках композитора Юнгвальд-Хилькевич отслушал несколько аудиокассет популярных в то время исполнителей, и таким образом обнаружил песню «Здравствуй, мальчик Бананан» Юрия Чернавского, которая звучала практически на всех дискотеках. Чернавский был выбран в качестве композитора и написал песни к двум фильмам Хилькевича по повестям Абрамова: «Сезон чудес» и «Выше Радуги». Все композиции были записаны в домашней студии Чернавского, в которой он создавал электронную музыку с помощью синтезаторов и драм-машины.
В поисках исполнителя главной роли режиссёр обошёл все детские театральные кружки Москвы. Однажды он увидел в молодёжном театре-студии на Красной Пресне спектакль «Доброй охоты» (фантазия в стиле брейк по мотивам рассказов Р. Дж. Киплинга «Книга джунглей»), где роль Маугли сыграл 15-летний Дима Марьянов, и сразу понял, что этот юноша и есть Алик Радуга. По словам Марьянова, немалую роль в кинопробах сыграло его увлечение танцами и брейк-дансом. Юнгвальд-Хилькевич стал искать вокалиста для своего музыкального фильма, поскольку у Марьянова не было ни слуха, ни голоса. Сначала искали женщину, которая будет петь альтом, но, придя в гости к Пресняковым, Чернавский обнаружил у них сына, поющего фальцетом, и предложил его кандидатуру Хилькевичу. Так режиссёр утвердил Владимира Преснякова-младшего и даже позволил певцу сняться в эпизодической роли.
Основные съёмки фильма проходили в Таллине летом-осенью 1985 года. Как утверждает режиссёр, все песенные и танцевальные номера условны и являются плодом фантазии героев картины, автора или зрителя. Роль учительницы истории сыграла солистка балета ГАТ «Эстония» Татьяна Басова, в фильме она поёт голосом Аллы Пугачёвой в образе Сирены. На роль Ивана Ивановича пригласили Алексея Петренко, который заболел и в итоге был заменён известным клоуном и дрессировщиком кошек Юрием Куклачёвым. Куклачёва выбрали не случайно: для фильма была написана песня «Кот в мешке», а для съёмок видеоряда к ней требовались кошки. Куклачёв приехал на съёмки в Таллин вместе с женой и сыном во время летнего циркового отпуска и привёз с собой четырёх кошек. Музыкальный номер «Зурбаган» был снят в августе на булыжной мостовой улицы Пикк, где расположена церковь Пюхавайму (Святого Духа), неподалёку от городской ратуши.
Осенью после съёмок режиссёр пригласил актёра Дмитрия Харатьяна приехать в Одессу для переозвучивания голоса Марьянова. По словам Марьянова, во время съёмок у него были проблемы с дикцией из-за того, что он забывал свой текст на площадке. Режиссёр объяснил Харатьяну, что речь Алика Радуги должна звучать внятно, чтобы состоялся образ героя. После выхода картины Марьянов долго не мог смириться с тем, что в фильме он говорит голосом другого человека.

## Музыка и песни
Фильм стал известен, прежде всего, благодаря прозвучавшим в нём песням композитора Юрия Чернавского на стихи поэта Леонида Дербенёва. Все композиции были сделаны Чернавским в жанре электропоп. Девять новых песен исполнили Алла Пугачёва и Михаил Боярский, а за Алика Радугу спел юный Володя Пресняков. Именно с этого фильма началась популярность Владимира Преснякова-младшего.
- «Сирена» — Алла Пугачёва
- «Кот в мешке» — Владимир Пресняков-мл. (верхние ноты в припеве спела Светлана Норбаева[22])
- «Только раз» — Михаил Боярский
- «Фотограф» — Владимир Пресняков-мл. (на пластинке — Михаил Боярский)
- «Песня глухого пирата» — Михаил Боярский
- «Зурбаган» (по мотивам повести «Алые паруса» Александра Грина) — Владимир Пресняков-мл.
- «Стеклянный мир» — Вика Врадий, Михаил Боярский
- «Острова» («Спит придорожная трава») — Владимир Пресняков-мл.

Песни, не вошедшие в фильм:
- «Разноцветный город» — Владимир Пресняков-мл.[23][24]

В эпизоде на стройке прораб напевает песню «Белая дверь» (композитор Ю. Чернавский, исп. А. Пугачёва).
В конце фильма Алик читает строки из пьесы Шекспира «Гамлет» в переводе Бориса Пастернака:
Александр умер, Александра похоронили, Александр стал прахом, прах — земля, из земли добывают глину. Почему глине, в которую он обратился, не оказаться в обмазке пивной бочки?
Истлевшим Цезарем от стужи

Заделывают дом снаружи.

Пред кем весь мир лежал в пыли,

Торчит затычкою в щели.

## Издания
В 2002 году фильм был выпущен на видеокассетах ФГУП «Союзтелефильм» через дистрибьютора «Твик-Лирек», а в октябре 2005 года — издан на DVD компанией «АНТиК» через дистрибьютора DVD Classic. Осенью 2009 года был выпущен на DVD компанией «Магнат» с пометкой «без реставрации звука и изображения». В 2009 году фильм прошёл цифровую реставрацию для показа по телевидению. 20 и 21 октября 2009 года был показан по телеканалу «ТелеНяня», затем был повторно показан в январе и апреле 2010 года и в дальнейшем распространился пользователями Интернета через торрент-трекеры. В 2018 году фильм был выложен Одесской киностудией на платформе сервиса YouTube. В 2019 году фильм был выложен медиахолдингом «ВГТРК» с пометкой «из собрания Гостелерадиофонда» на онлайн-сервисах RuTube и YouTube, а в 2022 году — в сокращённой редакции на мультимедийной онлайн-платформе «Смотрим».